# 素女
素女（九天素女，“素”为白色的意思）是中国古代传说中的神女。与黄帝同时，一说她擅长音乐，一说她知天地阴阳之事。一说她精通房中术，曾与玄女一同为黄帝之师，后世亦把房中术称为“玄素之道”（阴阳之道）或“素女之道”，流传至今的一本中国性学古籍名为《素女经》。同时素女也被视为嫦娥，亦用作月的代称。
特别是张衡的诗词《同声歌》中将素女描写成一位仪态万方的绝美女神，以春宫图（素女图经）的方式。教导新婚夫妻如何进行性生活。春秋时代的夏姬在十五岁时，受到一位自称上界天仙的男子的传授，学会了吸取男性精气，采阳补阴使其容颜不老的驻颜回春术“素女采战之法”。明末时期开始艳情小说大盛，其中性描写所用的采战法、春药常以玄女、素女之名命名，如“玄素之术”、“素女采战法”、“素女遇王母丸”等等。素女虽为精通性爱技法的神女，但其形象却一点也不显得放荡。
《黄帝九鼎神丹经诀》卷之二记载：“第一道明真人之道，素女真人者，神仙之主也。天地之师，位曰真人，则神仙皆师焉。真人先天而生，后地而死，水不能漂，火不能烧，毒不能伤，兵不能害，神通变化，任己由心，役使众仙，靡不成就，晓鉴灵药，通于神明，故经曰真人焉。”这里说素女是真人，为神仙之主、天地之师。
有笔者认为素女和玄女其实便是一神，她们的前身就是美索不达米亚宗教所崇拜的伊什塔尔女神，这位女神同时拥有性爱与战争的职能，并且能歌善舞。